# パンサー (駆逐艦母艦)
|          |                                                                     |
| 艦歴     |                                                                     |
| 発注     |                                                                     |
| 起工     | 1889年                                                              |
| 進水     |                                                                     |
| 就役     | 1898年4月22日 1902年6月19日 1907年11月18日                          |
| 退役     | 1899年10月20日 1903年10月21日 1922年5月                             |
| その後   | 1923年3月24日に売却                                                 |
| 除籍     |                                                                     |
| 性能諸元 |                                                                     |
| 排水量   | 4,260トン                                                           |
| 全長     | 324 ft 4 in (98.86 m)                                               |
| 全幅     | 40 ft 6 in (12.3 m)                                                 |
| 吃水     | 18 ft 2.5 in (5.5 m)                                                |
| 機関     | スチームタービン                                                    |
| 最大速   | 14ノット (26 km/h)                                                  |
| 乗員     | 138名                                                               |
| 兵装     | 5インチ砲6門、4インチ砲2門、3ポンド砲6門、機銃1基、3インチ曲射砲1門 |

パンサー (USS Panther, AD-6) は、アメリカ海軍の補助巡洋艦。後に駆逐艦母艦に改装された。

## 艦歴
当初の船名はオースティン (SS Austin) であり、1889年にペンシルベニア州フィラデルフィアのウィリアム・クランプ・アンド・サンズ社で起工した。海軍は1898年4月12日にレッド・D・ライン・スチームシップ社から購入し、1898年4月22日にニューヨークで艦長ジョージ・C・レイター中佐の指揮下パンサーの艦名で就役した。
米西戦争が勃発し、パンサーは就役後直ちに任務に赴いた。4月に北大西洋艦隊に合流し、部隊は紛争期間を通してキューバの封鎖を行った。
ウィリアム・T・サンプソン提督は5月初旬にキーウェストからパスクワル・セルベラ提督率いるスペイン艦隊がサンティアーゴ・デ・クーバにいるであろうとの報告を受けた。パンサーは艦隊の他の艦と共に沖合を偵察し、6月11日に646名の海兵隊員を乗せてグアンタナモ湾を出航した。海兵隊はカイマネラに上陸し、続いての戦いに備えて塹壕を掘って待機した。パンサーは僚艦と共に以前の位置に後退した。スペイン艦隊が戦闘で壊滅した後、パンサーはニューヨークに向けて出航し、その後ニューヨーク、ボストン、ノーフォーク、ポーツマス間を巡航、1899年10月20日にフィラデルフィアに向かい、通常状態で待機した。
パンサーは保管の後1902年6月19日に再就役し、訓練艦の任務に就いた。7月にニューヨークに向けて出航、各地の海軍民兵と共に活動を行った。7月にはニュージャージー州、8月初めにはペンシルベニア州、8月末にはコネチカット州海軍民兵を乗艦させた。1902年、西インド諸島とカリブ海の政情が不安定になり、アメリカ海軍は合衆国の権益保護のため艦隊を派遣した。1902年9月にパンサーは海兵隊大隊を乗せ、ホンジュラス沖合でステーション艦任務に従事するためカリブ海に向けて出航した。1903年10月21日までカリブ海戦隊と共に活動し、その後フィラデルフィアで退役した。
パンサーは1907年11月18日に補助工作艦として再就役し、北大西洋艦隊に配属、1917年4月まで活動した。パンサーはグレート・ホワイト・フリートの世界周航に補助艦として支援を行った。その後1917年7月1日にフランスのブレストに向けて出航、第一次世界大戦でのアメリカ海軍駆逐艦隊に母艦として随伴した。戦後はスコットランドのカークウォール、イングランドのデヴォンポート、ポルトガルのリスボン、ポンタ・デルガダを訪問した。
1921年、アメリカ合衆国の関心は中国へと移った。海軍の揚子江パトロールは数年間活動し、紛争の予防およびアメリカ人、アメリカ合衆国の権益保護に貢献した。パンサーはアジア艦隊に合流し、権益保護活動に従事した。ステーションでの任務は1922年まで続き、その年の5月に退役のため帰国する。退役後は1923年3月24日フィラデルフィアのティオガ・スチール社に売却された。